# Pleujouse
Pleujouse is een plaats en voormalige gemeente in het Zwitserse kanton Jura en maakt deel uit van het district Porrentruy.
Pleujouse telt 87 inwoners. In 2009 is de gemeente gefuseerd naar de nieuwe gemeente La Baroche.